# 福克斯利 (佛羅里達州)
福克斯利（英語：Foxleigh）是位於美國佛羅里達州馬納提縣的一個非建制地區。該地的面積和人口皆未知。

## 地理
福克斯利的座標為27°29′56″N 82°26′00″W / 27.49889°N 82.43333°W，而該地的平均海拔高度為6米（即20英尺）。